# Love Live! Sunshine!! The School Idol Movie Over the Rainbow
Love Live! Sunshine!! The School Idol Movie Over The Rainbow (ラブライブ！サンシャイン!! The School Idol Movie Over the Rainbow?, Rabu Raibu! Sanshain!! The School Idol Movie Over the Rainbow) è un film d'animazione giapponese del 2019 diretto da Kazuo Sakai e scritto da Jukki Hanada.
Il film, ambientato in Italia, è il sequel conclusivo della serie animata di Love Live! Sunshine!!, co-prodotta da Lantis, Sunrise e ASCII Media Works e si incentra sul gruppo idol delle Aqours. Si tratta del secondo film del franchise dopo Love Live! The School Idol Movie.

## Trama
Dopo la fine dell'anno scolastico e il conseguente diploma delle ragazze del terzo anno (Mari, Dia e Kanan), nonostante la chiusura definitiva dell'istituto Uranohoshi le restanti sei idol delle Aqours decidono di non sciogliere il club ma di continuare ad esibirsi.
Mentre il gruppo è in un bar per discutere del proprio futuro, le ragazze vedono You insieme ad un ragazzo. Decidono quindi di pedinare l'amica, per poi scoprire che il ragazzo in questione altri non è che Tsuki, la cugina di You. Il giorno successivo, mentre il gruppo è sulla spiaggia insieme al gruppo rivale delle Saint Snow, un elicottero con a bordo la madre di Mari arriva sul posto. Quest'ultima spiega alle Aqours che le ragazze del terzo anno sono andate in Italia, ma non si riescono più a rintracciare.
Le idol allora partono per cercare le ragazze scomparse, insieme a Tsuki che, essendo cresciuta in Italia, fa loro da guida turistica. Come prima tappa, le Aqours approdano a Venezia: qui ricevono una misteriosa telefonata che le conduce al Palazzo Contarini del Bovolo, dove trovano Dia, Mari e Kanan. Tuttavia i presenti iniziano a riconoscere le ragazze del terzo anno, a causa dei poster per persone scomparse lasciati in giro per la città dalle ragazze. Mari allora lancia un'uniforme e le ragazze del terzo anno sfruttano la confusione per scappare. All'interno di questo vestito tuttavia You trova un messaggio criptico con scritta la loro prossima destinazione, ovvero Firenze.
Arrivate sul posto, le Aqours si recano alla Cattedrale di Santa Maria del Fiore. Salite sulla cupola, notano in lontananza una luce, che Ruby identifica come il luogo dove sono presenti sua sorella Dia e le altre ragazze. Si recano dunque sul luogo di provenienza di questa e si ritrovano nella villa di Mari. Quest'ultima spiega alle altre che sua madre vuole obbligarla a sposarsi, e per questo lei, Dia e Kanan le hanno fatte venire qui, così da potersi esibire con loro per far sentire a sua madre una canzone. Le ragazze si recano quindi a Roma, dove si esibiscono con la canzone "Hop? Stop? Nonstop" a Piazza di Spagna, e riescono a convincere la madre di Mari a cambiare idea.
Ritornate in Giappone, le Aqours organizzano un'esibizione virtuale insieme alle Saint Snow: i concerti dei due gruppi, rispettivamente a Numazu e Hakodate, vengono trasmessi contemporaneamente in streaming. Le Aqours si esibiscono con "Brightest Melody", ultima canzone cantata con tutti e nove i membri. Il gruppo ritorna quindi al vecchio edificio dell'istituto Uranohoshi per esibirsi con un ultimo concerto.

## Colonna sonora
La colonna sonora del film è stata composta da Tatsuya Katō.

### Album
Le musiche del film sono state raccolte in un album intitolato Sailing to the Rainbow, rilasciato dall'etichetta discografica Lantis il 27 febbraio 2019.
Dall'album sono stati estratti tre singoli, contenenti le canzoni eseguite dal gruppo delle Aqours nel film. Il primo singolo Bokura no Hashittekita Michi wa... / Next Sparkling!! contiene i brani di Bokura no hashittekita michi wa... (僕らの走ってきた道は...?) e Next Sparkling!! ed è stato pubblicato il 23 gennaio 2019. Il singolo ha raggiunto la prima posizione nelle classifiche settimanali Oricon, e nel corso del 2019 ha venduto complessivamente 106 669 dischi, classificandosi come quinto CD anime più venduto dell'anno.
Il secondo singolo Tōsō meisō Mobius loop / Hop? Stop? Nonstop! contiene i brani di Tōsō meisō Mobius loop (逃走迷走メビウスループ?, Tōsō meisō mebiusu rūpu), eseguito dalle doppiatrici Aina Suzuki, Nanaka Suwa e Arisa Komiya, e Hop? Stop? Nonstop!, eseguito dal gruppo delle Aqours, ed è stato pubblicato il 30 gennaio 2019. Il singolo ha raggiunto la seconda posizione nelle classifiche di Oricon e nel 2019 ha venduto complessivamente 107 632 dischi, classificandosi come quarto CD anime più venduto dell'anno.
Il terzo singolo Believe again / Brightest Melody / Over The Next Rainbow contiene i brani di Believe again, eseguito dal gruppo delle Saint Snow, Brightest Melody, eseguita dalle Aqours, e Over The Next Rainbow, eseguita da entrambi i gruppi delle Aqours e delle Saint Snow, ed è stato pubblicato il 6 febbraio 2019. Il singolo ha raggiunto la terza posizione nelle classifiche di Oricon e nel 2019 ha venduto complessivamente 93 025 dischi, classificandosi come sesto CD anime più venduto dell'anno.

## Promozione
Il film è stato annunciato il 30 dicembre 2017 sul canale Twitter ufficiale del franchise. Il 5 maggio 2018, durante un concerto delle doppiatrici a Saitama, sono stati rivelati il titolo del film insieme alla data di uscita, ovvero il 4 gennaio 2019. Durante un concerto a luglio tenutosi a Fukuoka, sono stati pubblicati il primo trailer del film, oltre ad una primo poster promozionale ritraente la protagonista Chika Takami davanti al Colosseo a Roma, rivelando l'Italia come luogo in cui si sarebbero svolte le vicende della trama. Ulteriori poster promozionali sono stati rilasciati nei giorni successivi, ciascuno per ogni idol del gruppo delle Aqours, tra cui un'illustrazione di Dia Kurosawa davanti al Campanile di San Marco a Venezia e una di Mari Ohara a Piazza Navona a Roma.

## Distribuzione
Il film è stato distribuito in Giappone da Shochiku dal 4 gennaio al 3 febbraio 2024. In Nord America il film è stato distribuito da Funimation.

### Data di uscita
Le date di uscita internazionali nel corso del 2019 sono state:
- 4 gennaio in Giappone
- 26 gennaio in Germania
- 2 febbraio in Austria
- 14 febbraio in Corea del Sud
- 9 marzo a Singapore
- 21 marzo in Australia
- 27 marzo nelle Filippine
- 28 marzo in Brunei, Hong Kong e Macao
- 29 marzo in Indonesia
- 4 aprile a Taiwan
- 5 agosto negli Stati Uniti

### Edizioni home video
Il film è stato distribuito il 26 luglio 2019 in formato blu-ray sia in versione normale che limitata. Quest'ultima ha venduto 75 095 dischi nei primi due giorni di vendita, classificandosi come prodotto home video anime più venduto della settimana.

## Accoglienza

### Incassi
A tre giorni dall'uscita, il film ha incassato 98 963 900 yen (circa 608000 €), classificandosi come settimo film per incassi in Giappone nel primo weekend. A tre settimane dall'uscita ha incassato 712 448 400 yen (circa 4,3 milioni di euro) e venduto più di 500 000 biglietti. Complessivamente il film ha incassato 7698913 $ in Giappone, Corea del Sud e Australia.

### Critica
Onosume di Anime UK News ha recensito il film, apprezzandone le esecuzioni musicali e gli elementi comici ed emozionali in linea con la serie principale, criticando però la scelta di lasciare al margine della storia diversi personaggi principali per seguire la trama, concludendo quindi la serie con un finale meno appagante del primo film del franchise. Kim Morrissy di Anime News Network ha commentato il film, elogiandone il finale ed i miglioramenti nell'esecuzione delle scene in CGI rispetto alla serie animata, ma criticando il ritmo della trama, evidenziando come sia «pieno di trame secondarie che svaniscono non contribuendo al climax finale».